# تشيت بروكس
تشيت بروكس (بالإنجليزية: Chet Brooks)‏ هو لاعب كرة قدم أمريكية أمريكي، ولد في 1966 في مدلاند في الولايات المتحدة.

## وصلات خارجية
- تشيت بروكس على موقع مرجع كرة القدم المحترفة.كوم (الإنجليزية)